# علی‌آباد (اشکذر)
علی‌آباد روستایی در دهستان رستاق بخش مرکزی شهرستان اشکذر استان یزد ایران است.

## جمعیت
بر پایه سرشماری عمومی نفوس و مسکن در سال ۱۳۹۵ جمعیت این مکان ۱۶ نفر (۶خانوار) بوده‌است.